# House of Cards (canción de Radiohead)
«House of Cards» es una canción nominada al Grammy del grupo británico de rock alternativo Radiohead y es el octavo tema de su séptimo disco de estudio In Rainbows lanzado en 2007. El tema fue lanzado junto a "Bodysnatchers" como un sencillo promocional y como video de In Rainbows en junio de 2008.

## Lista de canciones
Promo CD
1. "House of Cards" (editado)
2. "Bodysnatchers"

## Video musical
El video musical es una secuencia de escenas con barridos de la cara de Thom Yorke y varias escenas mezcladas entre una fiesta y un campo. El sistema de escaneo Geometric Informatics hace uso de luces organizadas de cierta forma para capturar imágenes 3D detalladas a una distancia mínima. La misma se usó para dar forma a Thom Yorke y a la estrella femenina, así como a otros asistentes a la fiesta.
El sistema de Velodyne Lidar utiliza láseres para capturar espacios más grandes en 3D. En este caso, se usaron 64 láseres que rotaban 360 grados a razón de 900 giros por minuto, capturando las escenas de exteriores y las tomas abiertas
El video fue hecho en un set de Florida. La información usada en el video fue puesta bajo la la licencia creativa Creative Commons Attribution-Noncommercial-Share Alike 3.0 y está disponible en Google Code.

## Remixes
Solarstone remixeo el tema el 25 de abril del 2008  en Tiësto's Club Life. El remix fue calificado con 5 estrellas por DJ Magazine en la edición n.º 461 del 30 de abril, calificada por el editor como "una pura y transendente belleza de bootleg". El remix fue tocado varias veces por DJ's populares como Tiësto, Paul Van Dyk, Armin van Buuren, Above & Beyond, Matt Hardwick, Matt Darey y otros más.

## Recepción
La canción fue nominada para 3 Grammys para la edición número 51: Mejor interpretación rock de un dúo o grupo con vocalista, Mejor canción rock y Musical versión corta.

## Posicionamiento en listas
| Listas (2008)           | Mejor posición |
| ----------------------- | -------------- |
| US Triple A (Billboard) | 24             |

## Historial de lanzamientos
| País           | Fecha              | Formato           | Discográfica |
| -------------- | ------------------ | ----------------- | ------------ |
| Estados Unidos | 6 de abril de 2008 | Radio alternativo | ATO, TBD     |